# Aplidium confusum
Aplidium confusum is een zakpijpensoort uit de familie van de Polyclinidae. De wetenschappelijke naam van de soort is voor het eerst geldig gepubliceerd in 2000 door Sanamyan.